# Dámaso Arcediano Monescillo
Dámaso Arcediano Monescillo (Puertollano, Ciudad Real, Castilla-La Mancha, España, 20 de septiembre de 1984) es un árbitro de fútbol español de la Segunda División de España. Pertenece al Comité de Árbitros de Castilla-La Mancha.

## Temporadas
| Categoría            | País   | Año       |
| -------------------- | ------ | --------- |
| Segunda División "B" | España | 2007-2011 |
| Segunda División     | España | 2011-     |